# Uppdrag i Singapore
Uppdrag i Singapore (engelska: Bring 'Em Back Alive) är en amerikansk tv-serie från 1982 som visades på CBS från september 1982 till maj 1983. I huvudrollerna ses Bruce Boxleitner, Cindy Morgan och Ron O'Neal
Serien utspelade sig i Singapore och i likhet med Guldapans hemlighet var den en av flera amerikanska äventyrsserier som producerades i USA under 1980-talet i efterdyningarna av spelfilmssuccén Jakten på den försvunna skatten. I Sverige hade serien premiär den 22 oktober 1983 och visades som en del av kvällsunderhållningsprogrammet Razzel.

## Rollista i urval
- Bruce Boxleitner – Frank Buck
- Cindy Morgan – Gloria Marlowe
- Clyde Kusatsu – Ali, Bucks vän
- Ron O'Neal – Sultan av Johore
- Sean McClory – Myles Delaney
- John Zee – G.B. Von Turgo, smugglare
- Harvey Jason – Bhundi
- George Lazenby – kapten Hayward